# Caius Claudius Pulcher
Caius Claudius Pulcher (Kr. e. 212 előtt – Kr. e. 167) római politikus, a patricius Claudiusok nemzetségének tagja, a Kr. e. 212-ben consuli rangot viselve harcban elesett Appius Claudius Pulcher fia volt.
Kr. e. 195-ben augur, Kr. e. 180-ban praetor volt, Kr. e. 177-ben pedig consuli rangot kapott. (Caius előtt már két fivére is viselte a legfőbb tisztviselői rangot: Appius Kr. e. 185-ben, Publius pedig Kr. e. 184-ben.) Feladata Isztria meghódítása lett. Az előző évi consulok sikereire féltékenyen anélkül lendült támadásba, hogy végrehajtotta volna a szükséges szertartásokat, ezért visszahívták. Végül három várost elfoglalva meghódolásra késztette az isztriaiakat, majd a ligurok ellen vonult, akiket szintén legyőzött. Diadalaiért kettős triumphust tartott Rómában, majd a következő évre szóló választások lebonyolítása után visszatért Liguriába, és visszahódította Mutina városát.
Kr. e. 171-ben katonai tribunusként szolgált Publius Licinius Crassus alatt a Perszeusz makedón király ellen vívott harmadik római–makedón háborúban. Kr. e. 169-ben Tiberius Sempronius Gracchusszal censori rangot kapott, akivel nem értett egyet a tekintetben, hogy a libertinusokat ne sorolják be egyik tribusba sem; végül úgy egyeztek meg, hogy az összes szabadost kizárólag az Esquilinusba sorolják. Censorként az egyik néptribunus bevádolta őket könyörtelenségük miatt, ám Gracchus népszerűségének hála felmentették őket. Kr. e. 167-ben egy Makedóniába küldött tízfős követség tagja volt, ebben az évben is halt meg.
Caius nevű fia Kr. e. 130-ban consul volt.